# AJW Junior Championship
AJW junior championship, (全日本ジュニア王座), también conocido como "Reinado juvenil AJW" o "Trono de mujeres juveniles de All Japan Women's Pro-Wrestling", es el título otorgado a las mujeres juveniles en All Japan Women's Pro-Wrestling, iniciando en el año 1980, y finalizando en el año 2005 cuando la fundación cierra sus puertas, la razón en problemas en la economía y la programación había perdido su lugar en la televisión, en especial en el canal Fuji TV.

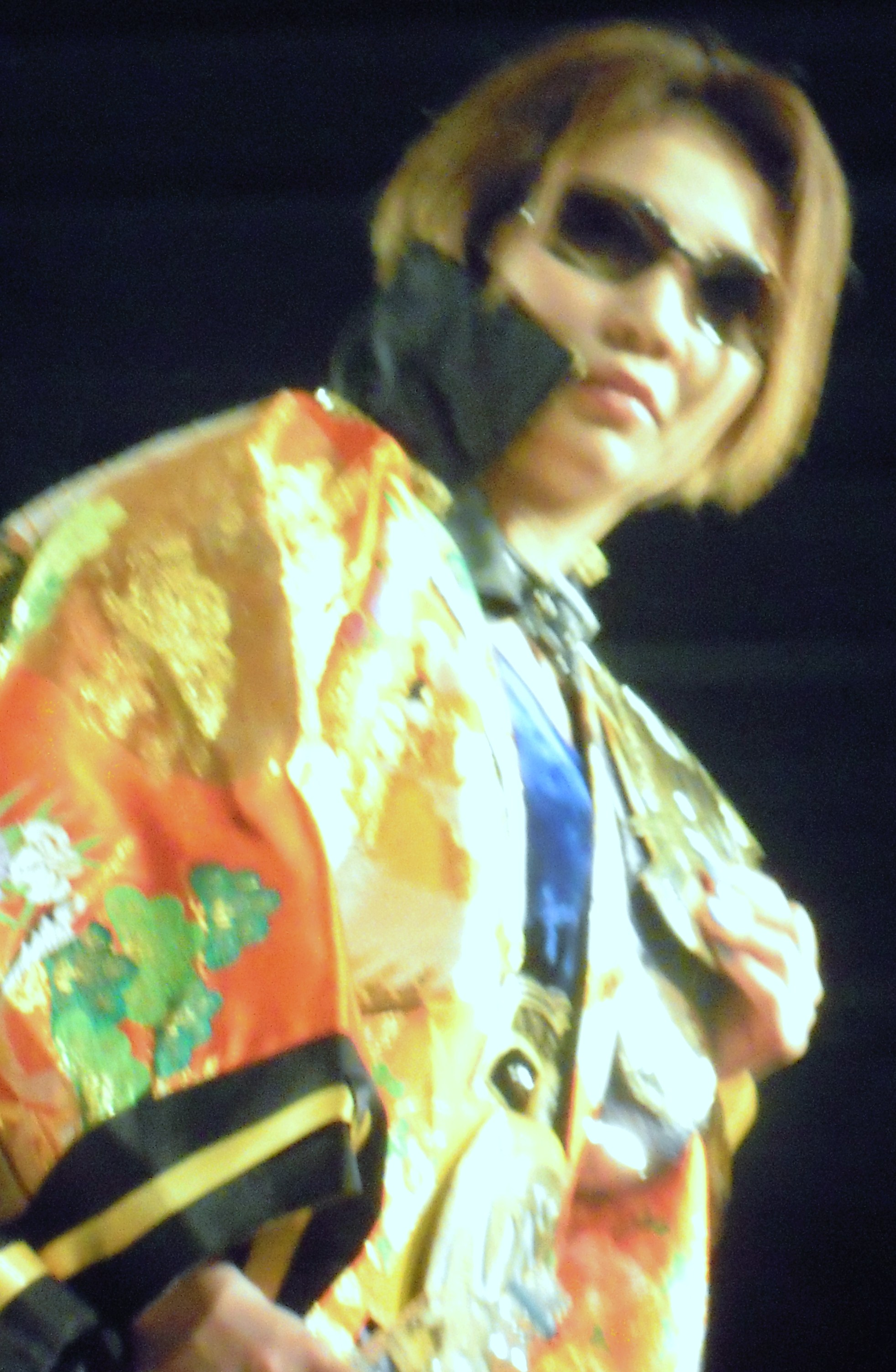
Yoshiko Tamura.

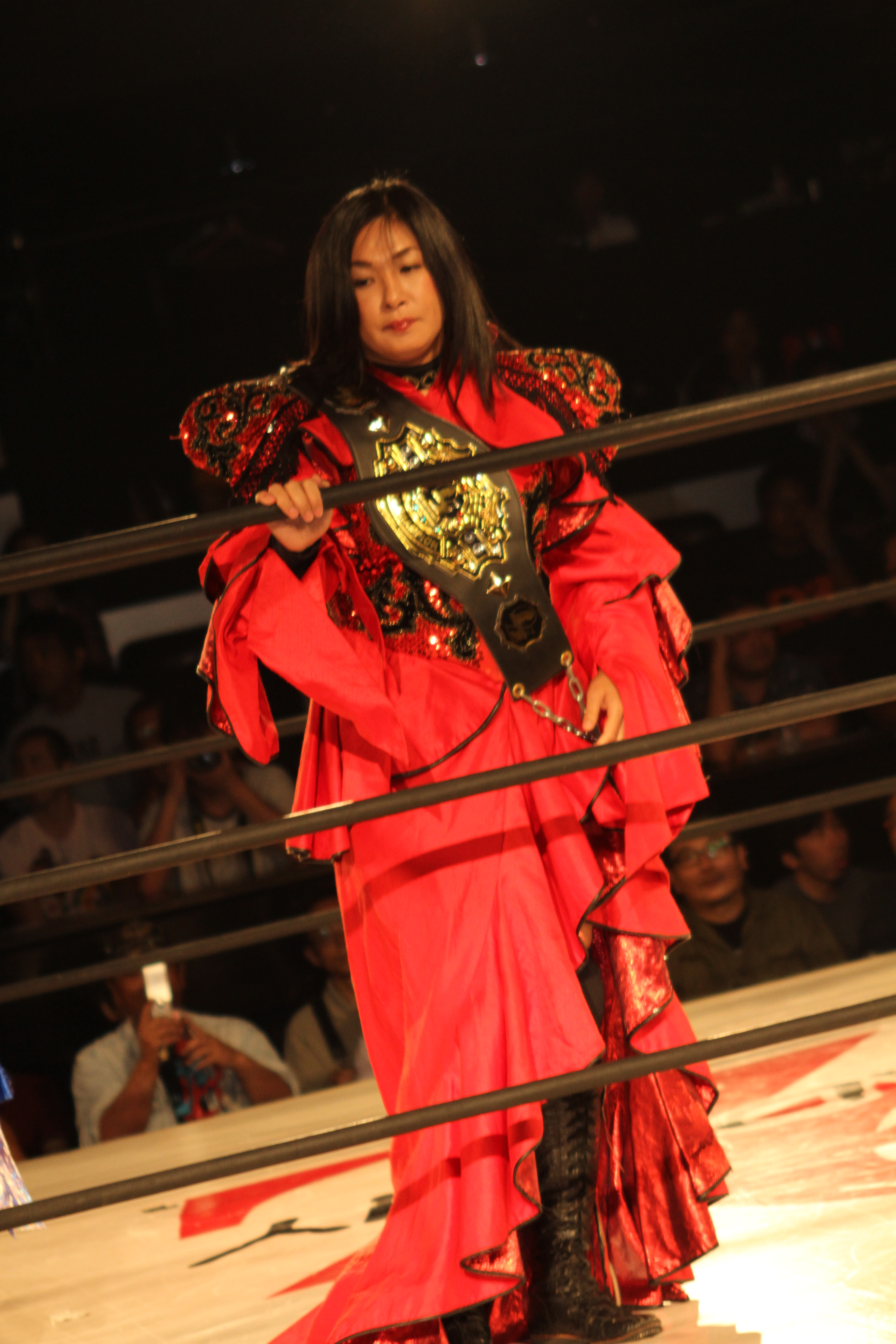
Manami Toyota.

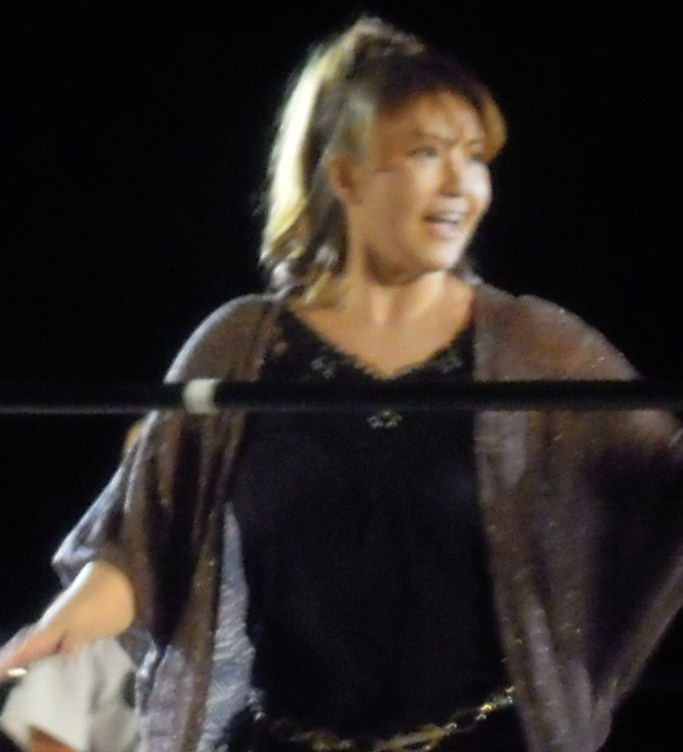
Bull Nakano.

| Luchadora:                                                       | Reinado N°: | Derrotó a:                   | Fecha:                   | lugar:    |
| ---------------------------------------------------------------- | ----------- | ---------------------------- | ------------------------ | --------- |
| Década de los años 1980                                          |             |                              |                          |           |
| Rimi Yokota                                                      | 1           | Chino Sato                   | 4 de enero de 1980       | Tokio     |
| Tomoko Kitamura                                                  | 1           | Noriko Kawakami              | 4 de enero de 1981       | Tokio     |
| Chigusa Nagayo                                                   | 1           | Itsuki Yamazaki              | 15 de mayo de 1982       | Saitama   |
| Noriyo Tateno                                                    | 1           | Chigusa Nagayo               | 10 de agosto de 1982     | Fukushima |
| Chigusa Nagayo                                                   | 2           | Noriyo Tateno                | 8 de enero de 1994       | Tokio     |
| Yumi Ogura                                                       | 1           | Keiko Nakano                 | 17 de marzo de 1984      | Kobe      |
| Keiko Nakano                                                     | 1           | Yumi Ogura                   | 13 de septiembre de 1984 | Saitama   |
| Yumi Ogura                                                       | 2           | Mika Komatsu                 | 17 de abril de 1985      | Tokio     |
| Condor Saito                                                     | 1           | Kazue Nagahori               | 4 de enero de 1986       | Tokio     |
| Akira Hokuto                                                     | 1           | Condor Saito                 | 20 de marzo de 1986      | Osaka     |
| Yasuko Ishiguro                                                  | 1           | Akira Hokuto                 | 20 de mayo de 1986       | Saitama   |
| Kyoko Asoh                                                       | 1           | Megumi Kudo                  | 27 de marzo de 1987      | Kawasaki  |
| Mika Suzuki                                                      | 1           | Kaoru Maeda                  | 26 de diciembre de 1980  | Tokio     |
| Toshiyo Yamada                                                   | 1           | Miori Kamiya                 | 19 de julio de 1988      | Tokio     |
| Reibun Amada                                                     | 1           | Manami Toyota                | 11 de diciembre de 1988  | Tokio     |
| Mima Shimoda                                                     | 1           | Asayo Obata                  | 8 de octubre de 1989     | Tokio     |
| Década de los años 1990                                          |             |                              |                          |           |
| Yuki Lee                                                         | 1           | Akemi Torisu                 | 20 de marzo de 1992      | Tokio     |
| Akemi Torisu                                                     | 1           | Yuki Lee                     | 29 de abril de 1992      | Saitama   |
| Rie Tamada                                                       | 1           | Akemi Torisu                 | 10 de agosto de 1992     | Aichi     |
| Saemi Numata                                                     | 1           | Rie Tamada                   | 11 de junio de 1993      | Tokio     |
| Mizuky Endo                                                      | 1           | Saemi Numata                 | 29 de septiembre de 1993 | Nagoya    |
| Chaparita Asari                                                  | 1           | Mizuky Endo                  | 28 de noviembre de 1993  | Osaka     |
| Candy Ocutso                                                     | 1           | Chaparita Asari              | 26 de marzo de 1993      | Tokio     |
| Chaparita Asari                                                  | 2           | Candy Ocutso                 | 6 de diciembre de 1993   | Tokio     |
| Toshiko Tamura                                                   | 1           | Misae Watanabe               | 27 de junio de 1995      | Sapporo   |
| Tomoko Miyaguchi                                                 | 1           | Yoshiko Tamura               | 1 de septiembre de 1996  | Tokio     |
| Momoe Nakanishi                                                  | 1           | Nanae Takahashi              | 23 de marzo de 1997      | Sendai    |
| Última época                                                     |             |                              |                          |           |
| Mika Nishio                                                      | 1           | Kaori Yoneyama y Rena Takase | 15 de septiembre de 2002 | Tokio     |
| Rena Takase                                                      | 1           | Mika Nishio                  | 22 de diciembre de 2002  | Kawasaki  |
| Desactivado en abril de 2005 debido a que AJW cierra sus puertas |             |                              |                          |           |

## Vases también
- Yumi Ogura
- Kazue Nagahori
- All Japan Women's Pro-Wrestling
- Keiko Nakano
- Manami Toyota